# بني بوداس (اسطيحة)
بني بوداس هي إحدى مشيخات المملكة المغربية، تتبع جغرافيا لإقليم شفشاون وإداريًا لاسطيحة. يقدر عدد سكانها بـ 2052 نسمة حسب الإحصاء الرسمي للسكان والسكنى لسنة 2004.